# Wientalwasserwerk
Wientalwasserwerk är ett vattenverk i Österrike.   Det ligger i distriktet Sankt Pölten-Land och förbundslandet Niederösterreich, i den östra delen av landet, 18 km väster om huvudstaden Wien. Wientalwasserwerk ligger 326 meter över havet.
Terrängen runt Wientalwasserwerk är lite kuperad. Runt Wientalwasserwerk är det tätbefolkat, med 343 invånare per kvadratkilometer.. Närmaste större samhälle är Wien, 17,9 km öster om Wientalwasserwerk. 
I omgivningarna runt Wientalwasserwerk växer i huvudsak blandskog.